# Idaea lilacaria
Idaea lilacaria är en fjärilsart som beskrevs av Jones 1921. Idaea lilacaria ingår i släktet Idaea och familjen mätare. Inga underarter finns listade i Catalogue of Life.